# Цивета (парфюмерия)
Цивета секрета е мускусната секреция, добита от аналната жлеза на африканската цивета (Civettictis civetta). Мускусът от цивета се използва при някои парфюми като ароматизиращ и стабилизиращ агент.
Добивът се извършва или след убийството на животното и отстраняване на аналните жлези, или чрез болезнено остъргване на секретите от жлезите.

## Приложение
Циветата мускусът има ясно различна миризма от мускус и преди е била универсална съставка на фини аромати. Той е изместен от 5-циклохексадецен-1-он (амбретон), който се синтезира по-лесно.
Цивет абсолю (CAS# 68916-26-7) се използва като аромат в парфюмерията.